# Alfred Touchemolin
Alfred Touchemolin, né le 9 novembre 1829 à Strasbourg et mort le 4 janvier 1907 à Brighton (Royaume-Uni), est un peintre, dessinateur et graveur français. 
Son œuvre comporte notamment des scènes militaires, de l'architecture et des portraits.

## Biographie
Né à Strasbourg dans une famille de commerçants, Charles Marie Joseph Alfred Touchemolin se forme d'abord auprès de Gabriel-Christophe Guérin, puis à Paris chez Drolling. En 1855, il installe à Strasbourg son propre atelier qui connaît un grand succès. Après 1870, il choisit la nationalité française et se fixe à Paris. Il termine sa vie à Brighton où il a rejoint sa fille mariée en Angleterre.

## Œuvres

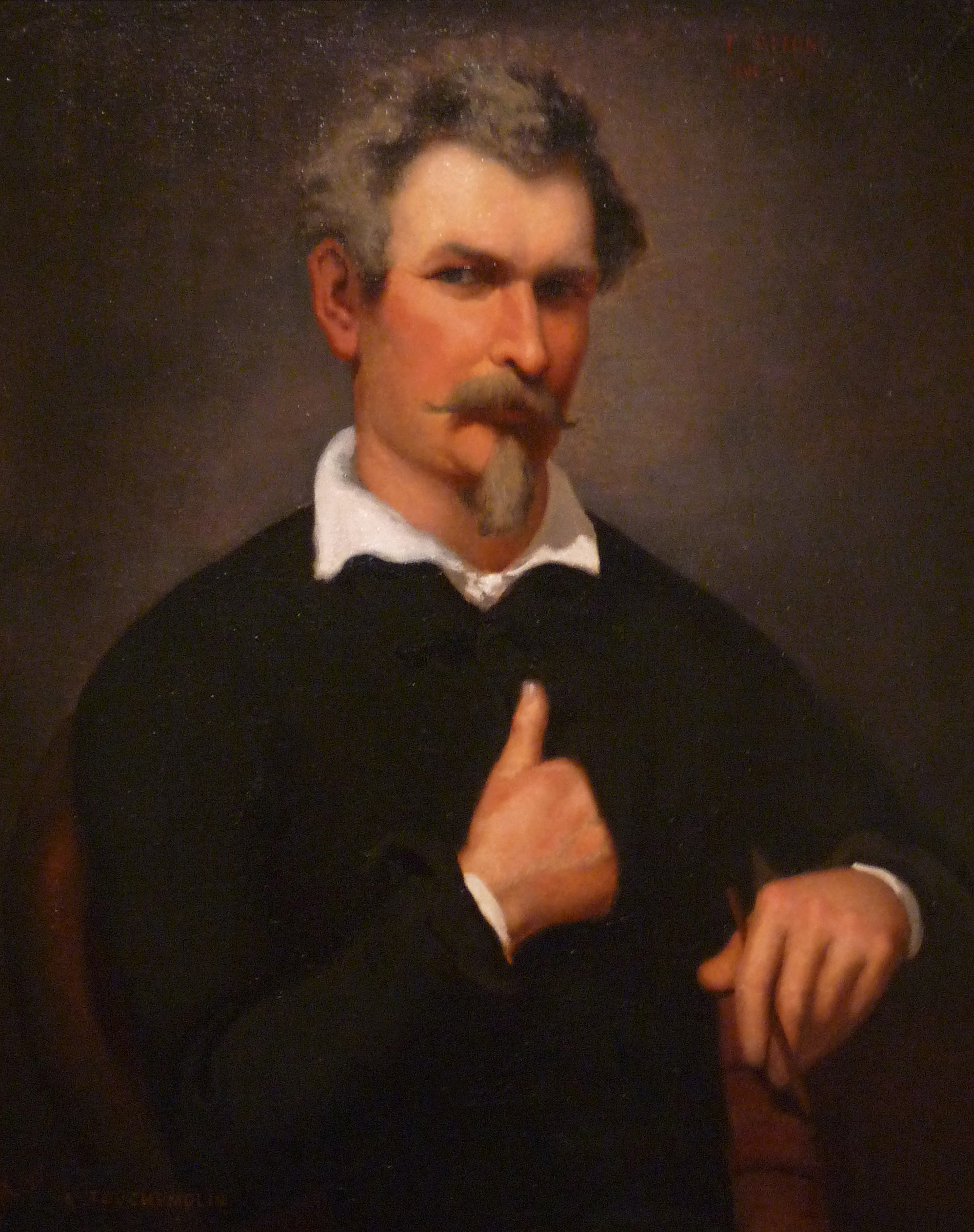
Portrait de Frédéric Piton

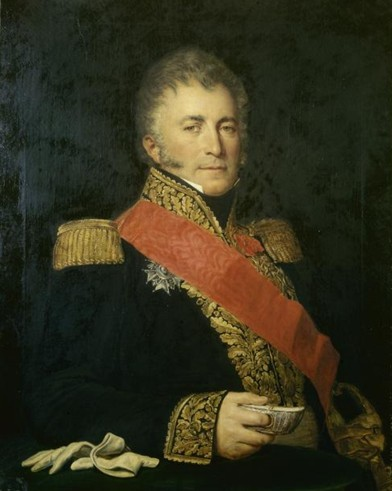
Portrait de Bertrand-Pierre, vicomte de Castex

### Tableaux
- Portrait de Frédéric Piton, 1851, huile sur toile, Musée des beaux-arts de Strasbourg
- Portrait de Bertrand-Pierre, vicomte de Castex, huile sur toile, Musée historique de Strasbourg

### Illustrations
- 1870, siège et bombardement de Strasbourg : album de 25 dessins par Touchemolin, d'après les photographies de Baudelaire, Saglio et Peter ; texte par Paul Ristelhuber (gallica.bnf.fr)
- Strasbourg militaire, avec nombreuses compositions de l'auteur, 1894
- Siège de Strasbourg. Journal d'un assiégé, texte de Frédéric Piton, notes et dessins d'Alfred Touchemolin
- Quelques souvenirs du vieux Strasbourg, 1903

## Postérité
Une rue de Strasbourg porte son nom.